# Malta na Letnich Igrzyskach Olimpijskich 2020
Malta na Letnich Igrzyskach Olimpijskich 2020 reprezentowało 6 zawodników (2 mężczyzn i 4 kobiety). Był to 17 start reprezentacji Malty na letnich igrzyskach olimpijskich.

## Skład kadry

### Badminton
| Zawodnik      | Konkurencja        | Faza grupowa              | Faza grupowa       | Pozycja | 1/8              | Ćwierćfinały     | Półfinały        | Finał            | Finał   | Źródło      |
| Zawodnik      | Konkurencja        | Przeciwnik Wynik          | Przeciwnik Wynik   | Pozycja | Przeciwnik Wynik | Przeciwnik Wynik | Przeciwnik Wynik | Przeciwnik Wynik | Pozycja | Źródło      |
| ------------- | ------------------ | ------------------------- | ------------------ | ------- | ---------------- | ---------------- | ---------------- | ---------------- | ------- | ----------- |
| Matthew Abela | gra pojedyncza (m) | Shi Yuqi 0-2 (8-21, 9-21) | Opti nie odbył się | 2.      | NQ               | NQ               | NQ               | NQ               | NQ      | [ 2 ] [ 3 ] |

### Lekkoatletyka
Konkurencje biegowe
| Zawodnik       | Konkurencja | Eliminacje | Eliminacje | Runda 1 | Runda 1 | Półfinał | Półfinał | Finał | Finał   | Źródło |
| Zawodnik       | Konkurencja | Wynik      | Miejsce    | Wynik   | Miejsce | Wynik    | Miejsce  | Wynik | Miejsce | Źródło |
| -------------- | ----------- | ---------- | ---------- | ------- | ------- | -------- | -------- | ----- | ------- | ------ |
| Carla Scicluna | 100 m (k)   | 12,11      | 4.         | 12,16   | 8.      | NQ       | NQ       | NQ    | NQ      | [ 4 ]  |

### Pływanie
| Zawodnik        | Konkurencja         | Eliminacje | Eliminacje | Półfinał | Półfinał | Finał | Finał   | Źródło            |
| Zawodnik        | Konkurencja         | Czas       | Miejsce    | Czas     | Miejsce  | Czas  | Miejsce | Źródło            |
| --------------- | ------------------- | ---------- | ---------- | -------- | -------- | ----- | ------- | ----------------- |
| Andrew Chetcuti | 100 m dowolnym (m)  | 51,47      | 49.        | NQ       | NQ       | NQ    | NQ      | [ 5 ] [ 6 ] [ 7 ] |
| Sasha Gatt      | 400 m dowolnym      | 4:19,75    | 22.        | N/A      | N/A      | NQ    | NQ      | [ 8 ] [ 9 ]       |
| Sasha Gatt      | 1500 m dowolnym (k) | 16:57,47   | 33.        | N/A      | N/A      | NQ    | NQ      | [ 10 ] [ 11 ]     |

### Podnoszenie ciężarów
| Zawodnik              | Konkurencja   | Rwanie | Rwanie  | Podrzut | Podrzut | Razem  | Pozycja | Źródło |
| Zawodnik              | Konkurencja   | Wynik  | Pozycja | Wynik   | Pozycja | Razem  | Pozycja | Źródło |
| --------------------- | ------------- | ------ | ------- | ------- | ------- | ------ | ------- | ------ |
| Yasmin Zammit Stevens | -64 kg kobiet | 84 kg  | 14.     | 105 kg  | 13.     | 189 kg | 13.     | [ 12 ] |

### Strzelectwo
| Zawodnik        | Konkurencja               | Kwalifikacje | Kwalifikacje | Finał | Finał   | Źródło |
| Zawodnik        | Konkurencja               | Wynik        | Pozycja      | Wynik | Pozycja | Źródło |
| --------------- | ------------------------- | ------------ | ------------ | ----- | ------- | ------ |
| Eleanor Bezzina | pistolet pneumatyczny (k) | 570-12x      | 26.          | NQ    | NQ      | [ 13 ] |
| Eleanor Bezzina | pistolet sportowy (k)     | 565-7x       | 41.          | NQ    | NQ      | [ 14 ] |